# Parafia św. Jadwigi Śląskiej w Białej
Parafia pw. Świętej Jadwigi Śląskiej w Starej Białej – parafia rzymskokatolicka należąca do dekanatu płockiego zachodniego, diecezji płockiej, metropolii warszawskiej.
Została erygowana w XII wieku.